# 草加市議会
草加市議会（そうかしぎかい）は、埼玉県草加市に設置されている地方議会である。

## 概要
- 定数 - 28人
- 任期 - 2022年10月28日 - 2026年10月27日[1]
- 議長 - 小川利八（自由市民議員団）
- 副議長 - 佐藤利器（SOKA新政議員団）

## 運営

### 会期
草加市議会の定例会は、毎年3月、6月、9月及び12月に召集され、その他にも必要に応じて臨時会が開催される。

## 会派
| 会派名                                     | 議席数 | 議員名（◎は代表）                                                           | 女性議員数 | 女性議員の比率(%) |
| ------------------------------------------ | ------ | --------------------------------------------------------------------------- | ---------- | ----------------- |
| SOKA新政議員団                             | 8      | ◎鈴木由和、吉岡健、平山杏香、関一幸、佐藤利器、木村忠義、田川浩司、並木正成 | 1          | 10.0              |
| 公明党草加市議会議員団                     | 6      | ◎広田丈夫、石川祐一、堀込彰二、金井俊治、森覚、藤原みどり                   | 1          | 10.0              |
| 自由市民議員団                             | 6      | ◎芝野勝利、田中宣光、松井優美子、小川利八、白石孝雄、矢部正平               | 1          | 10.0              |
| 市民共同議員団（元日本共産党所属の市議団） | 2      | ◎佐藤憲和、斉藤雄二                                                         | 0          | 0.0               |
| 立憲民主党草加市議会議員団                 | 2      | ◎菊地慶太、中島綾菜                                                         | 1          | 10.0              |
| 無所属                                     | 3      | 川崎久範、平野厚子、吉沢哲夫                                                | 1          | 50.0              |
| 欠員                                       | 1      | -                                                                           | -          | -                 |
| 計                                         | 28     |                                                                             | 4          | 17.9              |

（2024年6月20日現在）

## セクハラ事件&隠蔽による共産市議団消滅&パワハラ市議再公認批判
日本共産党中央委員会は「強制わいせつ」の加害者と判断したはずの草加市議を辞職させずに、不祥事そのものを隠蔽した。そのため、2019年12月5日共産党市議のセクハラ対応へ日本共産党中央の対応不十分だったとし、市議団5人中3人が会派を離脱し、セクハラ提起された藤家諒市議が「一身上の都合」を理由に議員辞職し、会派の構成要件（2人）を喪失したため、草加市議会の共産党市議団が消滅した。同日に離脱した三人は新会派「市民共同議員団」を結成した。離脱した元日本共産党市議の佐藤のりかずによると、不祥事発覚後に日本共産党中央委員会は、強制わいせつであると断定しながらも被害者が党内か党外かで処分が変わるとの二重基準で、「政治的な影響力、党を守るという判断」「二次被害防止」を建前に党内処理のみで決着とした見解文書を出した。日本共産党埼玉県委員長が、この見解文書の支援を受け、それを理由に「野党共闘の重要な時期に党へのダメージが大きすぎる」と隠蔽を強要した。彼はパワハラ批判されている市議を再公認し、出馬させたことも批判している。一方、パワハラ批判をされている議員（2023年落選）は、「自分はセクハラの被害者であり、パワハラ批判はいわれのない誹謗中傷」と反論している。